# Quantified self

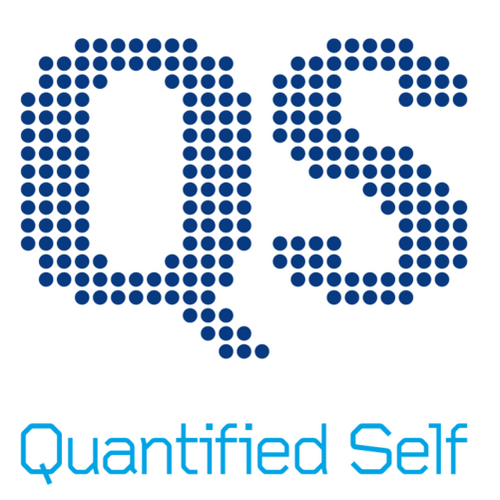
Логотип «Quantified Self Labs», компании созданной Гарри Вульфом и Кэвином Келли, которая занимается проведением конференций и продвижением направления.

Quantified self — общественное движение по самопознанию путём получения измеряемых данных о повседневной жизни человека, что несколько похоже на лайфлоггинг.
На русский язык словосочетание «Quantified self» дословно переводится как «[количественное] измерение себя». Возможное название на русском языке — «исчисляемый я» или «самоизмерение» (самопознание + измеряемые данные).
Движение создано в 2007 году авторами журнала Wired Гарри Вульфом и Кевином Келли с целью применения технологий для получения данных в повседневной жизни человека. Его участники ведут записи о потребляемой пище, качестве окружающей среды, настроении, состоянии кожи, пульсе или давлении, физической или умственной активности. Создатели описали движение как «самопознание через сбор данных о себе с помощью технологий».
Для сбора данных о состоянии здоровья используются пригодные для ношения устройства: фитнес-браслеты, импланты и другие.

## Методы
Как эмпирическое движение заключается в сборе и анализе данных. Данные собираются автоматически в случае использования браслетов и сенсоров, иначе — вручную.
Обычно анализ происходит с помощью традиционных техник статистики, в частности, используется линейная регрессия, которая позволяет установить корреляцию между переменными.
Большую роль играет визуализация данных.

## Новизна
Сама идея не нова и схожа с ведением дневника. Но современные технологии позволили вынести процесс на абсолютно другой уровень: вычислительная техника становится дешевле, меньше и доступней. Вычислительные мощности, о которых в прошлом веке мечтали ученые, не мыслили спортсмены, сейчас относительно доступны широкому кругу пользователей, что позволяет применять методы работы с информацией из бизнеса и науки в сфере личной жизни.

## Применение
Технологии и методы QS используются в-основном для анализа показателей, связанных со здоровьем и спортом.
Предметом исследования так же может быть личная продуктивность, тайм-менеджмент, улучшение качества обучения, образования.
В QS применяется игрофикация, в том числе за счёт встроенных в программное обеспечение для работы с фитнес-трекерами. Многие компании-производители фитнес-трекеров и браслетов добавляют в приложения систему достижений, в том числе возможность соревноваться с друзьями.
Еще один аспект применения QS в личной жизни — генетические тесты.

## За рубежом
Компания «Quantified Self Labs», основанная идеологами движения, находится в Калифорнии (США).
Другая крупная организация, занимающаяся продвижением движения — QSI (англ. Quantified Self Institute). Основан в 2012 году, находится в Университете Прикладных наук Ханзе (Нидерланды).

## В России
На данный момент (март 2018) в России нет организаций, занимающихся распространением идей направления «Quantified Self» или консультирующих в этом направлении.